# De Hooge Heide
De Hooge Heide is de naam van een verzameling landgoederen, bos- en natuurgebieden tussen Nuland, Rosmalen en Sint-Michielsgestel in de Nederlandse provincie Noord-Brabant.
De gebieden zijn voornamelijk gelegen op een dekzandrug die de noordelijke begrenzing vormt van het pleistocene gebied in Noord-Brabant, nabij de Naad van Brabant. Ten noorden ervan strekt het rivierkleigebied van Maasland zich uit.

## Het gebied
Het gebied raakte versnipperd, mede doordat er zich diverse zorginstellingen vestigden: Coudewater, Mariaoord en De Binckhorst. Voorts vinden we er een woonwijk (Maliskamp), een klooster (Klooster Mariaburg van de Paters van de Heilige Harten), een waterwingebied van Brabant Water, een grote camping annex bungalowpark, sportcomplexen en landbouwenclaves. Ook het Autotron was er te vinden. Zelfs een voormalige vuilstort ligt in dit gebied. Daarnaast wordt het gebied in de lengterichting doorsneden door een snelweg (Rijksweg 59 van 's-Hertogenbosch naar Oss). Aan de noordzijde loopt de Spoorlijn Tilburg - Nijmegen.
Niettemin is er veel natuur in het gebied, variërend van droge naaldbossen, heiderestanten, stuifzandrestanten en vochtig loofbos. Ook zijn er poelen en brede waterlopen (zoals Grote Wetering en Kleine Wetering) die het gebied doorkruisen.

## Natuurgebieden

### Ten noorden van de snelweg
- Mariaburgbos, behorende bij het voormalige klooster Mariaburg
- Hei en Wei, waterwingebied, bestaande uit droog naaldhout
- Nulandse Heide, naaldbos, heide en stuifzand
- Sparrenburgbos
- Zandverstuiving Rosmalen
- Karregat

### Ten zuiden van de snelweg
- Engelenstede, een natuur- en recreatiegebied
- Eikenburg, een vochtig loofbos
- Vinkelsebos
- Coudewater, landgoed bestaande uit een monumentaal bomen- en gebouwenpark, een golfbaan, een hondentrainingsveld, landerijen en een natuurzwembad.

## Toegankelijkheid
Een groot deel van het gebied is toegankelijk. Er zijn diverse wandelingen in het gebied uitgezet die de verschillende natuurgebieden doorkruisen.